# Ana Petra Pérez Florido
Ana Petra Pérez Florido, M.D., řeholním jménem Petra od svatého Josefa (6. prosince 1845 Valle de Abdalajís – 16. srpna 1906 Barcelona) byla španělská římskokatolická řeholnice, zakladatelka a členka kongregace Matek opuštěných svatého Josefa z Hory. Katolická církev ji uctívá jako blahoslavenou.

## Život

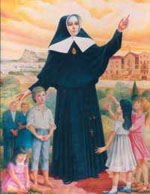
Portrét

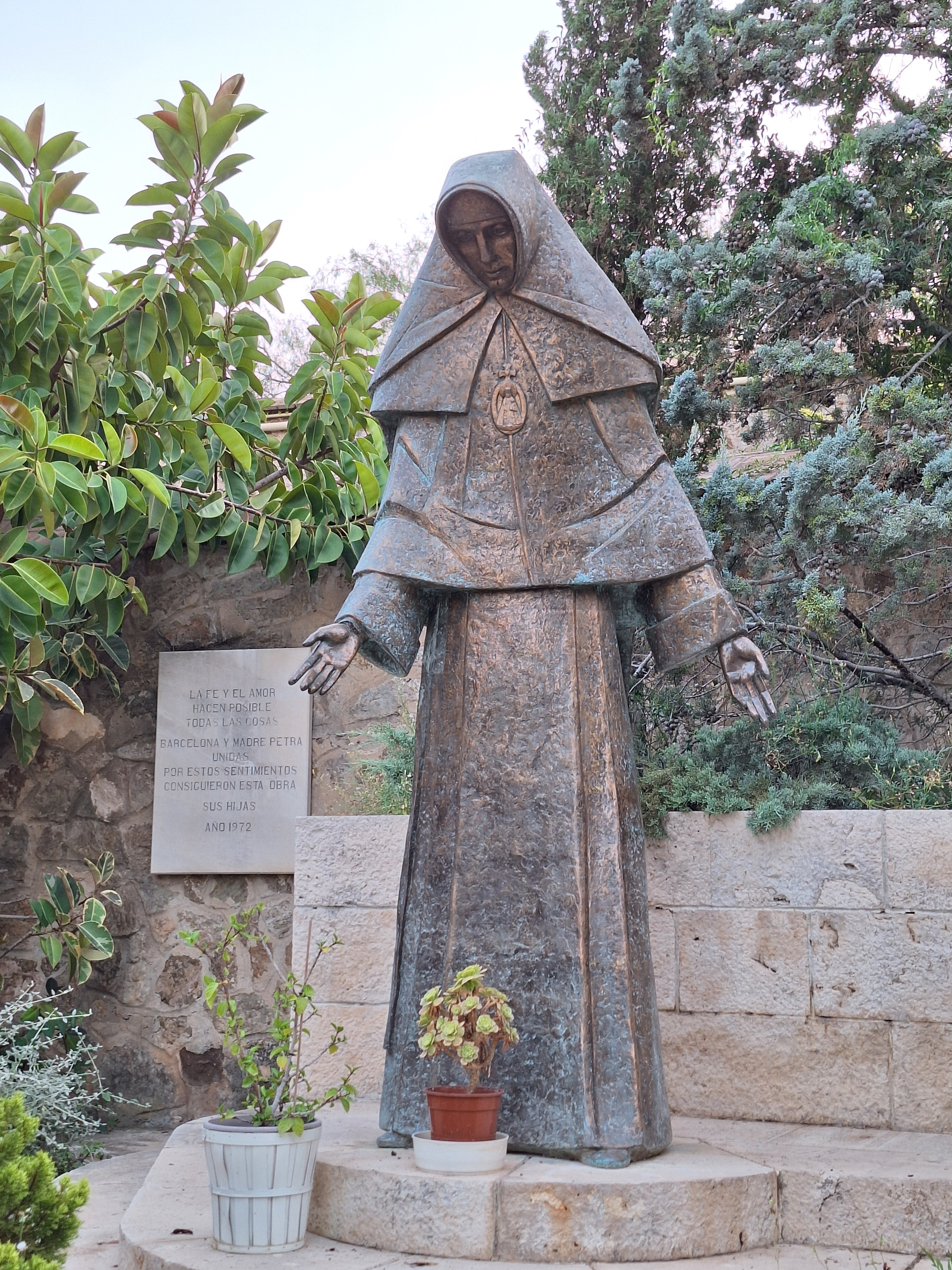
Její socha u svatyně sv. Josefa z Hory v Barceloně

Narodila se dne 6. prosince 1845 v obci Valle de Abdalajís v Andalusii jako poslední z pěti dětí Josého Pereze a Marie Florido. Pokřtěna byla jako Ana Josefa.
Její matka zemřela, když jí byly tři roky a její babička z otcovy strany Teresa Reina převzala kontrolu nad jejím vzděláním. Učila ji také náboženství, zvláště důležitosti eucharistie a také o úctě k Matce Boží a o zvláštní úctě ke sv. Josefovi. Dvakrát ji muži z dobrých rodin požádali o sňatek, ale její otec takové návrhy z politických důvodů odmítl. Sama se poté rozhodla pro zasvěcený život a odmítla další nabídky ke sňatku, což její rodiče zpočátku nesli těžce.
V roce 1872 její otec ustoupil a dal jí své požehnání pro vstup do řeholního života. Její otec poté dne 11. ledna 1875 zemřel. Začala se starat o potřeby starých a opuštěných a brzy ji městští úředníci požádali, aby otevřela azylový dům pro staré, což učinila 19. března 1875. V 70. letech 19. století stala členkou kongregace Milosrdných sester Panny Marie Milosrdné poté, co se setkala s jejím zakladatelem bl. Juanem Nepomucenem Zegrím Morenoem, a 1. listopadu 1878 přijala jejich řeholní hábit. Po čase se však rozhodla odejít, aby se dále věnovala charitativní činnosti.

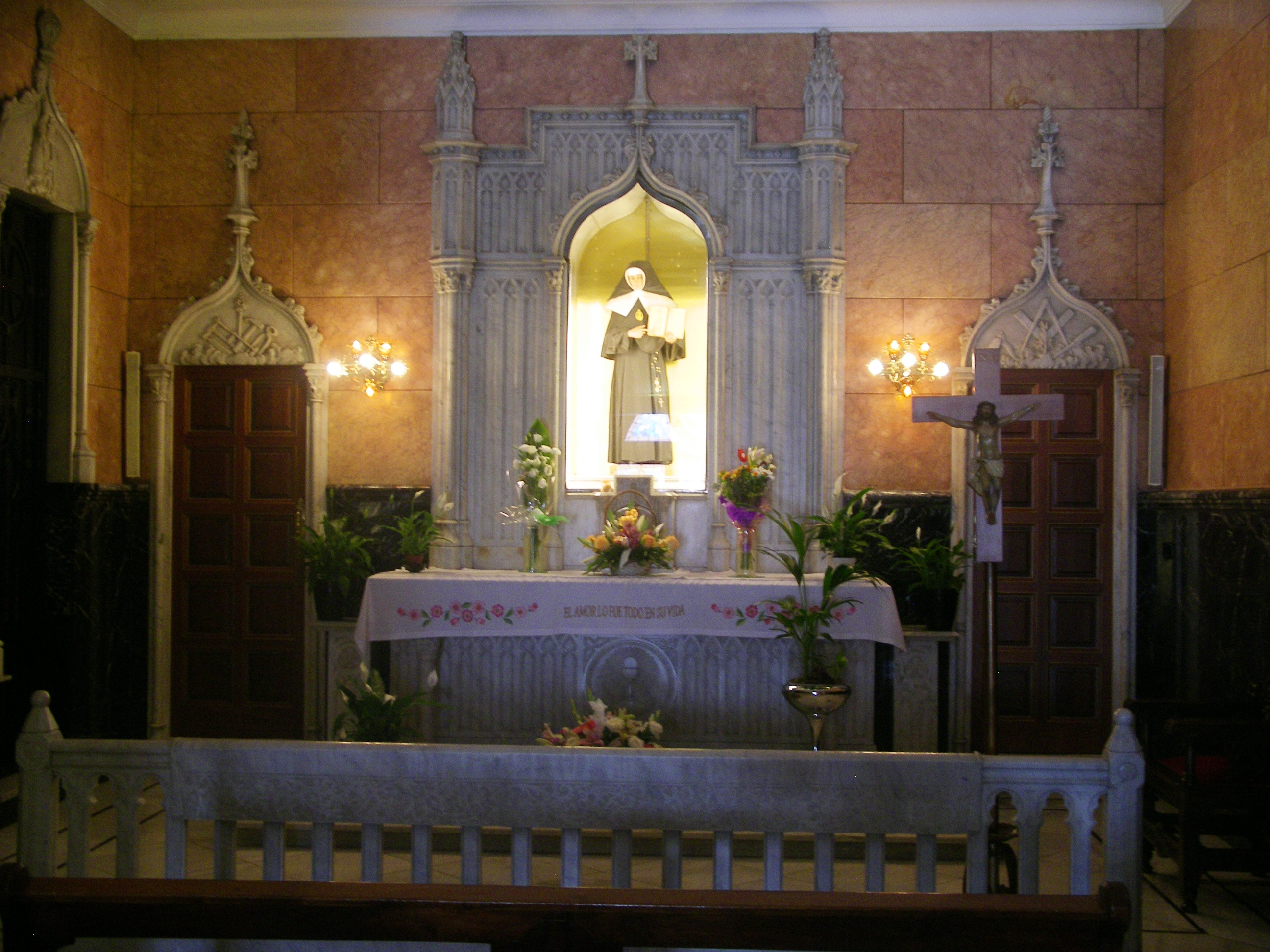
Oltář s jejími ostatky ve svatyni sv. Josefa z Hory v Barceloně

Dne 25. prosince 1880 založila novou ženskou řeholní kongregaci Matek opuštěných svatého Josefa z Hory a roku 1891 přijala řeholní jméno Petra od svatého Josefa. Při následném rozvoji kongregace musela čelit řadě těžkostí. Místní biskup udělil svůj souhlas s jí založenou kongregací začátkem roku 1883 a papež Lev XIII. udělil formální souhlas kongregaci v roce 1891 poté, co dne 23. března 1891 odjela do Říma, aby požádala papeže o udělení papežského souhlasu. Byla jí udělena papežská audience a spolu se svými společnicemi se zúčastnila papežské mše. Po definitivním schválení kongregace složila dne 15. října 1891 své doživotní řeholní sliby. V roce 1905 znovu navštívila Řím. V roce 1883 otevřela v Rondě mateřskou školu i nemocnici a později otevřela řeholní dům v Andujar v roce 1885 a v Martos v roce 1887.
Zemřela dne 16. srpna 1906 v Barceloně a její pohřeb se konal následujícího 18. srpna. Její ostatky byly 5. listopadu 1920 přeneseny přeneseny z původního místa a během španělské občanské války se ztratily. Roku 1983 byly opět nalezeny a dne 10. června 1984 pohřbeny. Jsou uchovávány ve svatyni sv. Josefa z Hory v Barceloně.

## Úcta
Její beatifikační proces započal dne 3. prosince 1944, čímž obdržela titul služebnice Boží. Dne 14. června 1971 ji papež sv. Pavel VI. podepsáním dekretu o jejích hrdinských ctnostech prohlásil za ctihodnou. Dne 6. července 1993 byl uznán zázrak na její přímluvu, potřebný pro její blahořečení.
Blahořečena pak byla dne 16. října 1994 na Svatopetrském náměstí papežem sv. Janem Pavlem II.
Její památka je připomínána 16. srpna. Bývá zobrazována v řeholním oděvu. Je patronkou jí založené kongregace.